# LANTIRN
El Low Altitude Navigation and Targeting Infrared for Night (traducido al español: infrarrojo de navegación y puntería de baja altitud para la noche), o LANTIRN, es un sistema utilizado en los principales aviones de combate de la Fuerza Aérea de los Estados Unidos, el F-15E Strike Eagle y el F-16 Fighting Falcon (Bloque 40/42, modelos C y D). El LANTIRN incrementa de un modo significativo la efectividad en combate de estas aeronaves, permitiéndoles volar a baja altitud, durante la noche y bajo condiciones meteorológicas desfavorables para atacar objetivos en tierra con una gran variedad de armamento guiado de precisión. El LANTIRN consiste de un pod de navegación llamado AN/AAQ-13 y un pod AN/AAQ-14 para localizar objetivos.

## AN/AAQ-13 y AN/AAQ-14

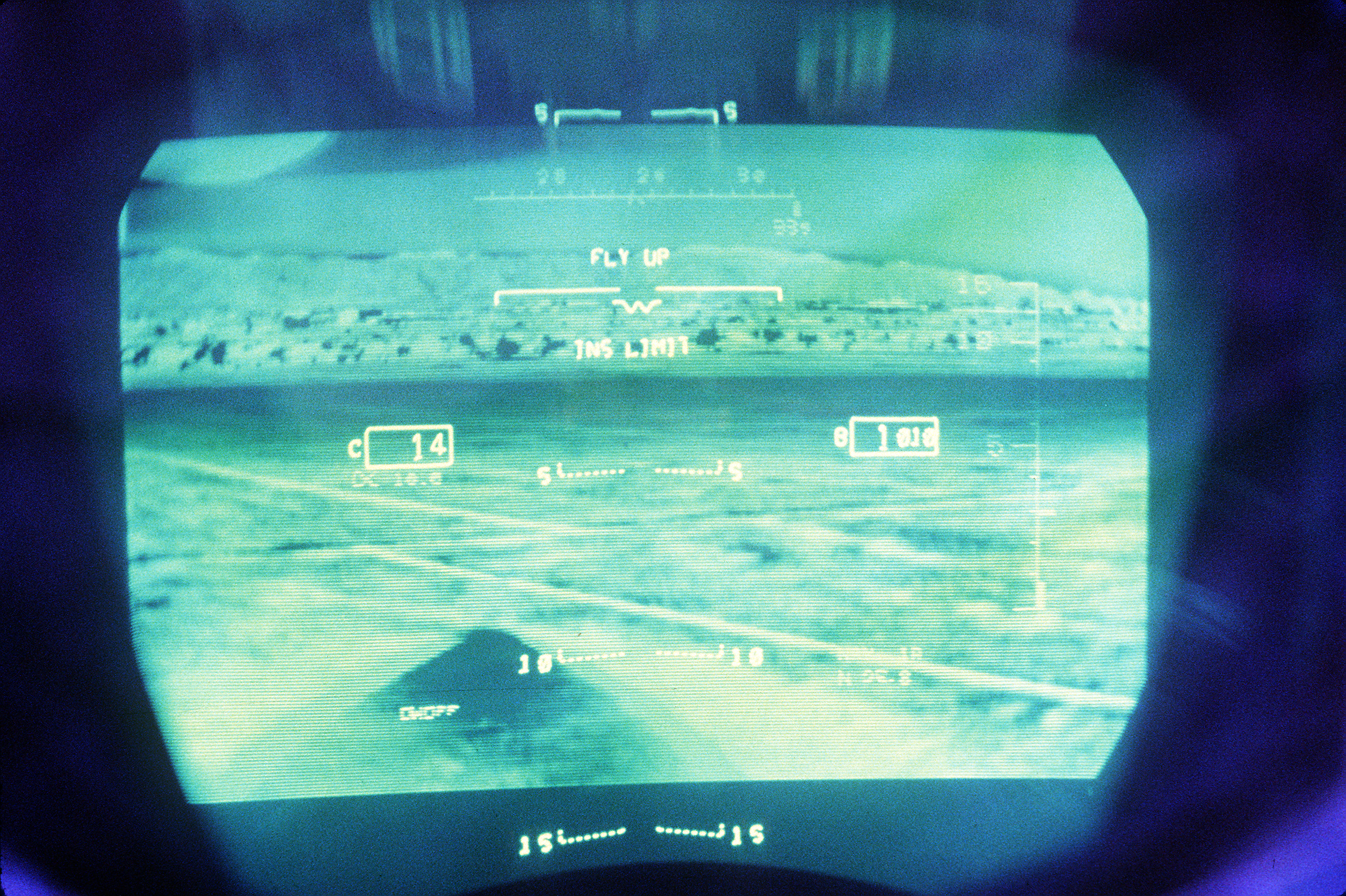
el HUD de un F-15E con la imagen de infrarrojos del LANTIRN.

El pod de navegación AN/AAQ-13 ofrece la posibilidad de penetrar y realizar ataques de precisión a alta velocidad sobre objetivos tácticos durante la noche y bajo condiciones climatológicas desfavorables. El pod de navegación también contiene un radar de seguimiento del terreno y un sensor infrarrojos fijo, que ofrece una referencia visual del sistema de control de vuelo de la aeronave, permitiendo mantener una altitud seleccionada por el piloto y evitar los posibles obstáculos que existan en la ruta. Este sensor ofrece una imagen infrarroja del terreno que hay enfrente de la aeronave al piloto, en una pantalla Head-Up Display (HUD). El pod de navegación permite al piloto volar cerca del suelo a alta velocidad, a través de montañas y valles, donde existen zonas de oscuridad para los radares, logrando de este modo no ser detectado.
El pod de localización de objetivos AN/AAQ-14 contiene un FLIR de alta resolución (que ofrece una imagen en infrarrojos del objetivo al piloto), un designador laser para guiar las armas de precisión por láser, y un software para el seguimiento automático del objetivo. Estas características permiten simplificar las funciones de detección de un objetivo, su reconocimiento y el ataque. De este modo, los pilotos de aviones monoplaza pueden realizar ataques a objetivos con armas de precisión con una única pasada.